# Forlaget Kronstork
Forlaget Kronstork blev oprettet i 2010 af Lars-Emil Woetmann og Helle Eeg. Forlaget udgiver primært ny dansk poesi, men også dramatiske tekster, noveller, romaner og oversættelser. Tidsskriftet Slagtryk Arkiveret 31. oktober 2019 hos  Wayback Machine er knyttet til forlaget. Forlaget drives i dag af Lars-Emil Woetmann, Peter-Clement Woetmann og Erik Scherz Andersen. 
I 2010 udgav det generationsantologien Antologi 2010, som definerede Julie Sten-Knudsen, Rasmus Halling Nielsen, Theis Ørntoft, Olga Ravn, Zoltan Ará, Morten Chemnitz, Asta Olivia Nordenhof, Sigurd Buch Kristensen og Amalie Smith mfl. som en vigtig generation.